# Two Guys Naked in a Hot Tub
"Dos chicos desnudos en un jacuzzi" es el octavo episodio de la tercera temporada y el episodio 39 en general de South Park . Se emitió originalmente el 21 de julio de 1999. Se reproduce durante la misma lluvia de meteoritos que  Cat Orgy  y Jewbilee.Los padres de Stan lo arrastran a la fiesta de la lluvia de meteoritos del Sr. Mackey , donde lo envían al sótano para jugar con Pip , Butters y Dougie.